# Glaphyra uenoi
Glaphyra uenoi är en skalbaggsart som beskrevs av Tatsuya Niisato 1995. Glaphyra uenoi ingår i släktet Glaphyra och familjen långhorningar.
Artens utbredningsområde är Taiwan. Inga underarter finns listade i Catalogue of Life.